# Одного разу під Полтавою (сезон 10)
Десятий сезон серіалу Одного разу під Полтавою, українського сіткому, який створено студією «Квартал-95» для телеканалу ТЕТ. Прем'єра відбулася 14 вересня 2020. Студія «Drive Production» також займається продюсуванням Одного разу під Полтавою. Сезон містить 20 епізодів і виходив по 2 жовтня 2020.

## Дійові особи
| - Ірина Сопонару в ролі Яринки. - Юрій Ткач в ролі Юрчика. - Віктор Гевко в ролі Віті (кума Юрчика і Яринки). - Олександр Теренчук в ролі Сашка (дільничого). - Анна Саліванчук в ролі Віри (продавчині сільмагу). - Олександр Данильченко в ролі діда Петра. - Аліна Гордієнко в ролі продавчині ринку. - Ірина Токарчук в ролі продавчині ринку. - Олена Бондарєва-Рєпіна в ролі мами Юрчика. | Другорядні |

## Перелік серій
| Номер взагалі | Номер в сезоні | Назва                 | Режисер        | Сценарист(и)                                               | Дата показу     |
| --- | -------------- | --------------------- | -------------- | ---------------------------------------------------------- | --------------- |
| 169 | 1              | «Приїзд свекрухи»     | Андрій Бурлака | Юрій Карагодін                                             | 14 вересня 2020 |
| Мама Юрчика приїхала до дітей на пару тижнів погостювати та понянчити Ярчика. Однак Яринка приїзду свекрухи не дуже зраділа, адже вона з першого дня почала пхати носа в їхні побутові справи. На поміч Яринці прийшла її подруга Віра, яка порадила знайти зі свекрухою якісь точки дотику. Але коли і це не спрацювало, подруги організували штаб супротиву, підключивши до справи майже все село.                                                                   |                |                       |                |                                                            |                 |
| 170 | 2              | «Їжа»                 | Андрій Бурлака | Дмитро Голубєв                                             | 14 вересня 2020 |
| Війна між свекрухою та Яринкою продовжується, адже на кухні тепер дві господині. Кожна намагається догодити Юрчику, а йому складно обирати між хачапурі по-аджарськи та хачапурі по-імеретинськи. Тож з'їв Юрчик усе, що для нього наготували. Але ця пекельна кухня вилізла йому боком уночі. І тоді він зрозумів, що треба з цим щось робити. |                |                       |                |                                                            |                 |
| 171 | 3              | «Торгові війни»       | Андрій Бурлака | Ілля Дерменжі, Сергій Бібілов і Рустем Емірсалієв          | 15 вересня 2020 |
| Одного дня Юрчик з Яринкою заклалися, хто з них наторгує більше. Хто програє – тиждень буде виконувати примхи іншого. Однак про чесну конкуренцію, вони, здається, нічого не чули, і почали використовувати різноманітні хитрощі заради перемоги. А тим часом у магазині нова продавчиня Зоя, яка заміняє Віру на час від'їзду. Однак з новою продавчинею з'явилися й нові правила, які не сподобались селянам.                                                        |                |                       |                |                                                            |                 |
| 172 | 4              | «Від'їзд свекрухи»    | Андрій Бурлака | Дар'я Кобякова                                             | 15 вересня 2020 |
| Для Яринки та Юрчика настав щасливий день – свекруха поїхала на вихідні разом з онуком Ярчиком. Їм дуже важко повірити, що їм нетреба нікуди поспішати і нікого доглядати. На честь цього вони вирішили влаштувати святковий обід. Віра також захотіла романтики і влаштувала коханому сюрприз. |                |                       |                |                                                            |                 |
| 173 | 5              | «Син маминої подруги» | Андрій Бурлака | Віктор Гевко                                               | 16 вересня 2020 |
| Яринка зі свекрухою вирішили знайти Юрчику нового друга, бо їм здається, що кум на нього дуже погано впливає. За нового "друга" підійшов син маминої подруги – Едуард, який працює в бібліотеці та грає на скрипці. І тут Юрчик зрозумів, що треба зробити так, аби мама полюбила кума. |                |                       |                |                                                            |                 |
| 174 | 6              | «Психологія відносин» | Андрій Бурлака | Аліна Гордієнко, Олександра Машлятіна й Анастасія Оруджова | 16 вересня 2020 |
| Яринка захопилася книгою "Психологія стосунків" і зрозуміла, що в її стосунках з Юрчиком є проблеми. Вона вирішила покращити їхні стосунки, а між тим – допомагати знайомим та друзям. Так і не помітила, як стала головною психологинею на селі: чи то підвищити самооцінку свекрухи, чи налагодити взаємини Віри з Сашком. |                |                       |                |                                                            |                 |
| 175 | 7              | «Дрон»                | Андрій Бурлака | Ілля Дерменжі, Сергій Бібілов і Рустем Емірсалієв          | 17 вересня 2020 |
| Спокійний відпочинок Юрчика потурбував дрон, який літав просто над його головою. Він з легкістю збив літуна, після чого потрібно було вирішити, що з цим добром без пульта управління робити. Порадившись з кумом, Юрчик вирішує продати дрон діду Петру, але бізнесменів не влаштувала ціна, яку дід їм запропонував. |                |                       |                |                                                            |                 |
| 176 | 8              | «Мемуари»             | Андрій Бурлака | Чингіс Мазінов                                             | 17 вересня 2020 |
| Юрчик відвідав бібліотеку і взяв цілу гору мемуарів відомих особистостей. Після розмови з дідом Петром Юрчик зрозумів, що коли людина напише таку роботу, то про неї потім ніколи не забудуть. Він загорівся мрією написати мемуари, адже тоді всі його потомки разом з сином Ярчиком пам'ятатимуть про нього завжди. |                |                       |                |                                                            |                 |
| 177 | 9              | «Правда або дія»      | Андрій Бурлака | Євген Пилипенко                                            | 18 вересня 2020 |
| Нині дуже популярна стала гра "Правда чи дія". Тож дід Петро запропонував Юрчику та куму розважитись, поки він у цей час зніматиме контент для свого блогу. Однак у цю гру повинна грати дуже рішуча людина, яка не боїться бути дурною та веселою. |                |                       |                |                                                            |                 |
| 178 | 10             | «Свати»               | Андрій Бурлака | Артем Дамницький, Олександр Венедчук і Владислав Куран     | 18 вересня 2020 |
| У директора ринку нещодавно народилася онука. Недовго розмірковуючи, Юрчик створив геніальну ідею: одружити з нею свого Ярчика. А заразом стати родичами із найбагатшою людиною на селі. Всього лише 15-20 років почекати – і вони у шоколаді. |                |                       |                |                                                            |                 |
| 179 | 11             | «Свєтка»              | Андрій Бурлака | Дар'я Кобякова                                             | 21 вересня 2020 |
| Дільничий Сашко затримав Світлану Анатоліївну за дрібне хуліганство: вона голосно матюкалася при малолітніх дітях і пила алкоголь на дитячому майданчику. Однак виявляється, це ніяка не Світлана Анатоліївна, а Свєтка, що зваблює усіх чоловіків на селі. І як тільки Віра почула про це, вона вирішила не залишати їх наодинці. Вона прибігла в відділок і почала вимагати позбутися Свєтки. Однак Сашко має діяти так, як каже закон, а не як каже Віра.           |                |                       |                |                                                            |                 |
| 180 | 12             | «Лихі дев'яності»     | Андрій Бурлака | Чингіс Мазінов                                             | 22 вересня 2020 |
| Юрчик зрадів старій знахідці – відеомагнітофону, однак під час радощів його вдарило струмом. Після цього Юрчик потрапив у минуле – лихі 90-ті. Минуле виявилося не таким вже й приємним: старі гроші ніде не приймають, а Яринка не його дружина. Дівчина висуває Юрчику умову: вона буде з ним тоді, якщо той покаже, що вміє заробляти. Юрчик робить все, аби з минулого повернутися у свій нинішній час.                                                            |                |                       |                |                                                            |                 |
| 181 | 13             | «Пін-код»             | Андрій Бурлака | Євген Пилипенко                                            | 23 вересня 2020 |
| Свекруха попросила Яринку зняти з її карти грошей. Пін-код простий: день і місяць народження. Єдина проблема в тому, що вона не пам'ятає, коли та народилася. Запитати у Юрчика – теж не варіант. Що придумає невістка, щоб не зганьбитися? |                |                       |                |                                                            |                 |
| 182 | 14             | «Вино»                | Андрій Бурлака | Ілля Дерменжі, Сергій Бібілов і Рустем Емірсалієв          | 24 вересня 2020 |
| Юрчик почув у новинах, що житель італійського містечка знайшов у підвалі свого будинку схованку, в якій було колекційне вино. Його неабияк зацікавив цей факт. Пізніше виявилося, що його дід також колекціонував вина та зберігав їх у хаті. Проте нікому ніколи не казав, де саме. Чи зможе Юрчик знайти вино та яких грошей воно коштуватиме? |                |                       |                |                                                            |                 |
| 183 | 15             | «Майстер-клас»        | Андрій Бурлака | Дмитро Голубєв                                             | 25 вересня 2020 |
| Сьогодні на базарі тітки обматюкали Яринку з ніг до посічених кінчиків волосся. І коли Яринка втекла з ринку уся в сльозах, свекруха пообіцяла навчити невістку постояти за себе, адже вона майстриня зі скандалів. А тим часом дільничий вилучив у Юрчика з кумом самогонний апарат. Тепер вони шукають вихід з цієї ситуації, адже на завтра їм потрібно 20 літрів самогонки, за яку вже давно внесений завдаток.                                                    |                |                       |                |                                                            |                 |
| 184 | 16             | «Гаражний розпродаж»  | Андрій Бурлака | Аліна Гордієнко, Олександра Машлятіна й Анастасія Оруджова | 28 вересня 2020 |
| За роки спільного життя у Юрчика та Яринки назбиралося дуже багато речей, більша половина яких вже ніколи не знадобиться. Юрчик втомився від мотлоху і, щоб позбутися його, організовує гаражний розпродаж. |                |                       |                |                                                            |                 |
| 185 | 17             | «Шепелявість»         | Андрій Бурлака | Віктор Гевко                                               | 29 вересня 2020 |
| На ринку конкуренти Юрчика почали відбивати у нього постійних клієнтів. Через це він навіть вступив з ними в суперечку. У шквалі емоцій Юрчик вирішив відкусити шматок яблука, на якому саме сиділа оса. Вона вжалила його в язик і тепер Юрчик почав шепелявити. |                |                       |                |                                                            |                 |
| 186 | 18             | «Страшні історії»     | Андрій Бурлака | Євген Пилипенко                                            | 30 вересня 2020 |
| В селі завелися злодії, які крадуть чужий врожай. Яринка зустрілася зі своєю сусідкою, у якої минулої ночі обчистили весь город. Перше, що спало на думку – це все зробив Юрчик з кумом. Проте у Юрчика є алібі. Яринка почала хвилюватися за їхній врожай, тому посадила Юрчика на нічну варту, куди завітав кум та Саша, і вони почали розповідати один одному страшні історії.                                                                                      |                |                       |                |                                                            |                 |
| 187 | 19             | «Екзотік»             | Андрій Бурлака | Анна Городецька                                            | 1 жовтня 2020   |
| Яринка зрозуміла, чому в них з Юрчиком немає прибутку від торгівлі. Усі продавці торгують однаковим товаром. Щоб зацікавити покупців, Яринка вирішує продавати різноманітні екзотичні фрукти: манго, ананаси, грейпфрути. Але така екзотика виявилася не до смаку місцевим, а продукти з часом зіпсувалися... Та вигадливий кум знайшов застосування і такому товару.                                                                                                  |                |                       |                |                                                            |                 |
| 188 | 20             | «Зіркові війни»       | Андрій Бурлака | Ілля Дерменжі, Сергій Бібілов і Рустем Емірсалієв          | 2 жовтня 2020   |
| Юрчик всерйоз задумався про шлях джедая та лазерний меч — так його вразив родинний перегляд саги “Зоряні війни”, що навіть скепсис Яринки не зміг зупинити політ фантазії. Коли кум вкотре притягнув до сараю вкрадений каналізаційний люк, Юрчик, намагаючись сховати скарб на верхніх полицях, випадково впустив важку ношу на власну голову. Тепер він Обі-Ван, а Яринка — його міжгалактична принцеса, яка, щоправда, готова боротися до кінця за сон малого сина. |                |                       |                |                                                            |                 |